# وادی حنا
وادی حنا (به انگلیسی: Hanna Valley) یک منطقهٔ مسکونی در پاکستان است که در ناحیه کویته واقع شده‌است.